# コンテリボウズハゼ
コンテリボウズハゼ（ Stiphodon atropurpureus）は太平洋の暖流の影響を受ける地域の河川に生息する淡水魚。ナンヨウボウズハゼ属に属しており、ボウズハゼと呼ばれる魚の1種。

## 分布
日本国内では種子島、屋久島、奄美大島、沖縄島、石垣島、西表島、和歌山県。国外では、台湾、フィリピン、マレーシア。

## 形態
全長は5-7センチメートル。オスの体は紺碧に輝き、背鰭、臀鰭、尾鰭が黒色に染まる。メスの体は淡褐色で、体側に2本の黒色縦帯または赤色縦帯が見られ、尾鰭基底基底の黒色斑は後方で尖る。胸鰭に小黒点がない、オスの第1背鰭の先端が尖らず台形、メスの臀鰭に黒色縦線があること、メスの尾柄側面の黒色縦帯がジグザグであることなどで、よく似たハヤセボウズハゼと区別可能。上顎には細いヘラ状歯が密に並び、円錐状歯がない。吻は強くまるみを帯びる。

## 生態
河川の中流・上流・渓流域に生息する。流れの緩やかなところを好み、淵や平瀬の転石上に単独で見られ、中層を泳いで移動する。付着藻類や小型の底生動物を食べると思われる。

## 保全状況
多量取水による河川流量の減少、ダム建設、道路整備による土砂の流入などにより、生息環境が悪化し、個体数が減少している。また、美しい体色や希少性から観賞魚として人気があり、業者やマニアによる乱獲にも注意が必要である。絶滅危惧ⅠA類。
絶滅危惧IA類 (CR)（環境省レッドリスト）